# Kerigma (banda)
Kerigma es una banda de rock mexicana, activa desde 1983. Originaria de la Ciudad de México, la agrupación jugó un papel importante en la conformación de los primeros lugares dedicados exclusivamente a los conciertos de rock en México, como Rock Stock, La Rockola, Le Rock Garage y Rockotitlán. Su música fue parte de la programación en la radio de la estación de FM Rock 101 de la CDMX, donde se escuchó entre otros más el Rock de México dicho material formó parte del movimiento conocido como "el rock en tu idioma" ya que hasta entonces el idioma inglés dejó de ser el preferido por las audiencias del rock.

## Historia

### Primeros años
Kerigma nace a inicios de los 80's gracias al esfuerzo de Ernesto Canales y Sergio Silva, guitarrista y cantante respectivamente. A ellos se une el guitarrista Rodolfo Yáñez y el bajista Tony Méndez, así como el baterista Juan Carlos Novelo y el tecladista Gilberto Fabila. 
En un comienzo, la agrupación se desenvuelve dentro de la escena progresiva, pero estos intentos duran relativamente un tiempo corto; sale Novelo y entra el baterista Arturo Ramírez. Cerca de 1984, Kerigma se une al productor Luis de Llano para musicalizar la Ópera Rock Hamlet, obra dirigida por Salvador Garcini; este paso ayuda a la banda a darse a conocer de manera más amplia en los medios de comunicación 

### Siguiendo la línea
Hacia 1987, Kerigma lanza su primera producción discográfica, con el sello Polygram: Siguiendo la Línea, un disco rock pop sencillo con temas como "Nena", "Mi Espera" (compuestos por Memo Méndez Guiu), "No dejes de soñar" y el tema que titula al disco. En esta etapa, se presentan sucesivamente en programas como en el noticiario Hoy Mismo, con Guillermo Ochoa. El grupo se posiciona, realizando una gira en varios países de Centro y Sudamérica.

### Esquizofrenia
Para su segundo material, salen Gilberto y Ernesto de la agrupación, tomando su lugar Pancho Ruiz y Merlin Cross en los teclados y guitarra respectivamente. Producido por Memo Méndez Guiu, en 1991 lanzan 'Esquizofrenia, con el cual Kerigma logra un éxito masivo gracias al tema "Tres Lunares". Realizan una exitosa gira por todo el país, y algunas ciudades de Estados Unidos y en Cuba, y se presentan en radio y televisión promocionando este tanto. Otros temas importantes del disco son "Tenochtitlan", "Historias de marcianos" y "Sorpresa". El sonido de Kerigma se aleja tanto del inicial progresivo como del entusiasta rock que los caracterizó en "Siguiendo la Línea" por algo más cercano a las tendencias del momento.

### Morir imaginando
Un tercer disco es lanzado ya con Warner Music y producido por Memo Gil, Morir imaginando, donde el tema más importante del disco, "No me hace bien", compuesto por Memo Méndez Guiu, se convierte en uno de los cortes más famosos del grupo. Para este disco, hubo cambios en la alineación con la salida de Merlín y el ingreso de Alex Azambuya y William Martínez en las guitarras. Al término de esta ciclo, William emigra a Miami donde reside actualmente.
Después de este tercer disco, la banda dejó de tener presentaciones regularmente, excepto por ocasiones aisladas.
En el año 2008 se reúnen para grabar el primer tema inédito de Kerigma en 15 años, "Revolución Entre Mis Piernas" para la banda sonora de la película Amar y deciden regrabar "Tres Lunares" aprovechando la ocasión.

### Regreso a los escenarios "Viajeros"
El 29 de noviembre de 2019 es lanzado en todas las plataformas digitales su álbum "Viajeros" producido por Pancho Ruiz el cual es presentado oficialmente el 6 de diciembre de 2019, en El Cantoral, Ciudad de México, ofreciendo un memorable concierto en donde interpretaron todos sus temas nuevos, así como la mayoría de sus éxitos como "Tres Lunares", "Esquizofrenia", "No me hace bien", entre otros. 
Actualmente (enero de 2020) están terminado otra producción con el material extraviado de la obra musical Hamlet.